# Cymatium ranzanii
Cymatium ranzanii is een slakkensoort uit de familie van de Cymatiidae. De wetenschappelijke naam van de soort werd voor het eerst geldig gepubliceerd in 1850 door Bianconi als Triton ranzanii.